# 過剰診断
過剰診断（かじょうしんだん、英：Overdiagnosis）は、生涯にわたり何の害も及ぼさない、治療の必要のなかった病変を見つけて、治療を要するものと診断してしまうことである。その結果、不必要な精密検査や治療（過剰治療）が行われ、医療費の増加、受診者への身体的・精神的な負担など、多くの不利益をもたらす可能性がある。過剰診断はすべての医療に関わる課題だが、無症状な健常者を対象とするがん検診では最も深刻な不利益となる。
利益と不利益のバランスを考え、科学的に有益な医療が提供されつつあるが、がん検診の最大の不利益である過剰診断の問題は、乳がん検診や胃がん検診、大腸がん検診など、すべての有効ながん検診で起こりうる。アメリカを始めとした各国で、過剰診断を含め不必要な検査や治療、投薬を最小化する運動「Choosing Wisely（賢い選択）キャンペーン」が行われている。多くの人々は「小さいがんを早く見つけてもらいたい」と望み、より精度の高い検診や頻回の検査を求めるが、そうした選択は不利益を増加させることが正しく認識されていない。医療者は検診の利益を誇張することなく、「過剰診断」を含む不利益を正しく伝え、検査を受けるかどうかを決める根拠に基づく意思決定の判断材料を提供する役割がある。
日本では、科学的根拠の不明な検診が「過剰診断」を生んでいる。日本における過剰診断で有名なのは、神経芽細胞腫の新生児スクリーニングであり、専門家たちが過剰診断を認めないことにより中止まで30年以上の時間を必要とした。福島県で行われている甲状腺がん検診についても、死亡率を減らすという利益が確認されておらず、複数の国際機関が「甲状腺のスクリーニングは推奨しない」との見解を発表している。
過剰診断を減らすには、「検診を実施するべきか、誰を対象とするか、疾病の種類や検診方法はどうするか」について、科学的根拠と社会的価値観を踏まえ、個別の事情に合わせて判断する必要がある。検診は、当事者やその家族の人生に大きな影響を与えうる介入のため、質の高い実施体制、モニタリング、および効果を検証し、利益が害を上回らない場合には撤退できる仕組みをあらかじめ作ることが求められる。
2021年9月にNLM（アメリカ国立医学図書館）が"overdiagnosis"（過剰診断）を「発見されなければその人に害を及ぼすことはなかったはずの病気や異常な状態であるとレッテルを貼ること。患者は、身体的、心理的、経済的な損害を被ることはあっても、過剰診断から臨床的な利益を得ることはない。」としてIndex Medicusの生物医学分野の用語（MeSH）に採用した。

## 概要
無症状の人を対象にした検査は「自覚症状が出てからでは手遅れになる、早期に治療介入すれば予後が改善する病変」を見つけられる利益があるが、「進行が非常にゆっくりしていて、他の原因で死亡するまでに症状が出現しなかったり、症状が出ても死亡に至らなかったり、自然に消失する病変」まで見つけてしまうことがある。医師は診断されると自動的に過剰治療へ導いてしまうこと、患者側も過剰診断について理解していないと過剰治療であっても望みやすくなることが指摘されている。
検診を受け、無症状のまま予防的に治療を受けた人は、そのおかげで命が助かったと考える傾向にあり、医師も検診のおかげで患者を助けたと考えることが多い。これをポピュラリティーパラドックスという。
過剰診断は、利益がないだけでなく、本来必要のない検査や治療を受けることで、「痛みや合併症、手術や薬剤の使用などの身体的負担」「病気に対する不安などの精神的負担」「検査や治療に掛かる費用・時間などの物理的負担」「患者として生きることになるがゆえの社会的な影響」など、多くの不利益を受ける可能性がある。
個別の症例が過剰診断であるかは判別できず、個人が治療を受けないまま経過を見て、症状を発症する前に別の死因で死亡すれば、過剰診断であったことが確定できる。しかし見つかった疾患を治療（例えば癌を摘出）してしまった場合、それが過剰診断であったかはわからない。したがって、過剰診断に関する推論のほとんどは、個人レベルではなく対象集団の研究から得られるものになる。例えば死亡率が安定している状況で、発見率が急増していることは、過剰診断の可能性を強く示唆するものである。
がん検診の有効性は、死亡率の減少で評価されるが、発見率や生存率の改善が検診の有効性の指標になると誤認され、有効でない検診が行われることがある。有効性は、検診群と対照群をランダムに分けた臨床試験で、その疾患による死亡率を比較することで検証できる。
従来がんは早期発見・早期治療が良いことであるとされてきたため、「見つけなくてよいものをみつけてしまった」「早く見つけすぎてしまった」という予想外の事実に追いついていない背景がある。アメリカなどでは、低リスクである前ガン段階の疾患の診断名に「がん」という名称をつけることをやめることが検討され
、命に関わりのないがんまで見つけすぎないようになってきている。
利益が過剰診断等の不利益を上回るとされる検診が公的には推奨されているが、有効な検診においても過剰診断は一定の割合で生じる。腹部大動脈瘤検診においては、1万人が13年間腹部大動脈瘤検診を受けると、394人が大動脈瘤だと診断され、うち46人が死亡を免れ、176人の過剰診断が生じる。そのうちの37人は、必要のなかった予防手術を受ける。
過剰診断を含め不必要な検査や治療の不利益から、患者や受診者を保護することを目的とする「Choosing Wisely（賢い選択）キャンペーン」がアメリカ、カナダを始め国際的に拡大しつつある。この運動は、医療費抑制ではなく、不利益から患者や受診者を保護することが目的である。

## 過剰診断の害
- 身体的負担：不必要な検査と治療による副作用、合併症、被ばく[4][23]。特にがん治療における手術、放射線療法、化学療法は、すべてさまざまな副作用と死亡のリスクをもたらす[12][4]。
- 精神的負担：病気の経過や予後、原因、治療に対する不安[12][24]。
- 社会的影響：患者として生きることになる不利益、結婚や就職などへの影響[12]。
- 経済的負担：検査や治療に掛かる費用や時間[12]。健康保険や生命保険に加入できない可能性もある[12]。

## 過剰診断と偽陽性、誤診の区別
過剰診断と偽陽性や誤診は、異なる概念である。
|            | 過剰診断 | 偽陽性 | 誤診 |
| ---------- | --- | --- | --- |
| 定義       | 一生涯、症状や死亡を引き起こすことのない「病気」の発見（実際に病気はあり、診断は正しい）                                                 | 「誤報」-病気の存在を示唆する最初の検査結果だが、後に誤報であることが判明する（病気は存在しない）                                                    | 患者が実際には持っていない病気の診断（患者は「正常」または別の状態にある）（診断は間違っている） |
| 患者の経験 | 病気であると告げられた | （最初に病気である、あるいは病気である可能性があると言われた後に、）検査が間違っていて、病気ではないと言われた                                       | 病気であると告げられた |
| 医師の対応 | 治療開始 | 安心 | 治療開始 |
| 潜在的な害 | - 身体的影響：必要のない治療による副作用と死亡リスク - 精神的影響：「病気」というレッテルを貼られ、弱者意識が強まる - 経済的負担：治療費 | - 身体的影響：侵襲的な診断テストによる不快感や合併症 - 精神的影響：ニアミスに伴う短期的な不安（例：「がんの恐怖） - 経済的負担：診断検査にかかる費用 | - 身体的影響：必要のない治療による副作用や死亡リスク。患者の実際の疾患に対する治療が行われず、防ぐことができる苦痛や死亡さえ引き起こす可能性がある - 精神的影響：「病気」というレッテルを貼られ、弱者意識が強まる。あるいは別の病気の場合は症状が緩和されず、医療従事者に対する不満や信頼感の欠如につながる - 経済的負担：本来必要のない治療による治療費。また、異なる疾患の場合、正しい治療を行わないと、より費用がかかる合併症や欠勤日数の増加、あるいは後遺症が残る可能性がある |

## 過剰診断とがんの進行のばらつき
がんには、進行の早いがん（前臨床期の短いがん）と進行の遅いがん（前臨床期の長いがん）がある。がん検診は、がんを早期に発見するための取り組みで、前臨床期（病気が発生してから症状が出るまで）に発見するものである。スクリーニングは、進行の遅いがんを検出し（長期間にわたって発見されるため）、進行の早いがんを見逃す傾向がある（例えば、2週間で大きく成長するがんは1年毎の検診では発見できない）。スクリーニングでは、もともと進行の遅い予後の良いがんがより多く発見されるため、がん検診が生存期間を延長するように誤認する。これを レングス・タイム・バイアス（Length time bias）と言う。
すべてのがんは必然的に進行するが、前臨床がんの中には、患者に問題を引き起こすほど進行しないものもある。そして、スクリーニング（または他の理由による検査）でこれらのがんが検出された場合、過剰診断が発生していることになる。
下図は、がんの進行の異質性を4つの矢印で表現したもので、がんの進行が4つに分類されている。上の点線はがんにより生命が終わるラインであり、2番目の点線はがんにより症状が出現するラインである。

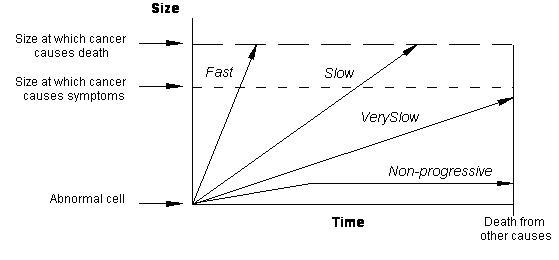
がん検診は、進行の遅いがんの発見に最も役立つが、進行が非常に遅いがんや進行しないがんを発見した場合、過剰診断の原因となることがある。

## リード・タイム・バイアス
リードタイムとは、病気を発見した時点から症状が出る時点までの期間である。早期発見により、リードタイムの分だけ見かけ上の生存期間が延びることを「リード・タイム・バイアス（Lead time bias）」と言う。5年生存率は診断から5年経過後に生存している患者の比率を示すが、ある癌で90歳で死ぬと仮定したグループにおいて、86歳で発見されると5年生存率は0%であり、84歳で発見されると5年生存率は100%となる。死亡率は変わらないにもかかわらず、見かけ上の生存率は劇的に変化する。
また、早期発見は生存期間を伸ばすが、これはがんであることに気がついている、患者として生きる期間が延長されるということでもある。

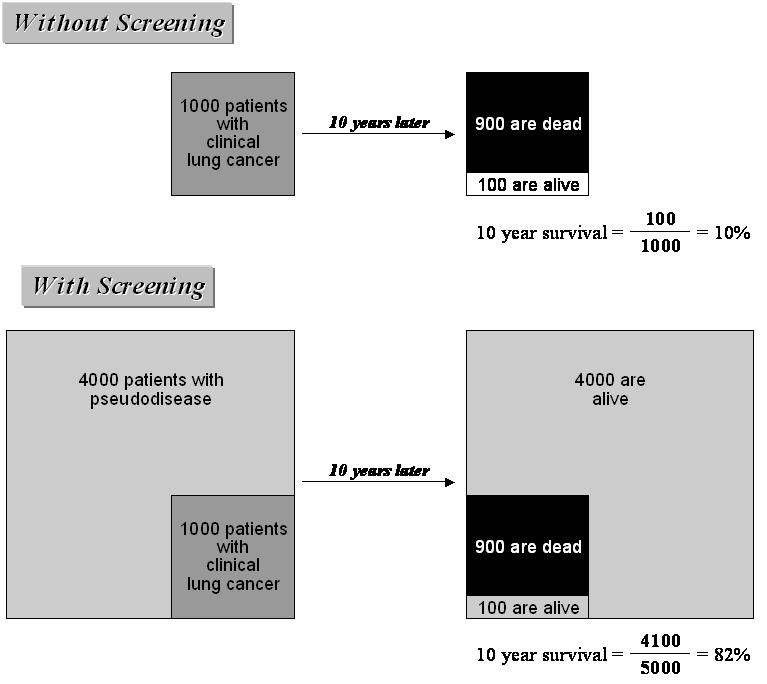
過剰診断は、疾患による寿命は変わらなくても、見かけ上の生存期間を延長させる

## ポピュラリティーパラドックス
有効性のない検診でも、検診のおかげで助かったと思う患者や、検診のおかげで助けたと思う医師は多い。過剰診断が多ければ多いほどそのような誤認が多く生じ、「ポピュラリティパラドクス（popularity paradox）」と言われる。「治療の必要のない」病気でも、検査で病気を発見し治療した医師は感謝されるが、有効でない検診を止めても感謝されることはない。過剰診断の被害に遭った対象者が自分が被害者であることを認めることには困難を伴い、過剰診断が多いほど検診から恩恵を受けたと感じる人が多くなる。過剰診断の被害にあった人たちは、検査や治療の害を内心では理解し、後悔している場合があったとしても、それを認めないことが多い。もしも認めると、必要のない手術を受けたことになり、さらに傷つくからである。そのため、それらの人々は「自分は早く見つけてもらって良かった。あなたも検査を受けなさい」と周囲の人たちに検査の受診を勧めることになりがちである。
一部の医療者が、がん検診の疫学を理解しないまま「がんを見つけてもらい命を救われた当事者の感謝の声がたくさんある。どんどん検診を広めるべき」と検診を推奨している。また、マスコミがこれらのポピュラリティーパラドックスからくる意見をそのまま流すことにより、誤った情報が拡散し、過剰診断の被害が拡大している。

## 解決策

### 低リスクの診断名に「がん」を使わない
病状名に「がん」が使用されていることで、その単語が持つ懸念や不安を喚起する響きが原因となり、積極的な治療が誘発される可能性がある。そのため、一部の低リスクである前ガン段階の病変は、「がん」という名称を使わないことが行われている。子宮頸がんの全がん病変は、現在では、子宮頸部上皮内腫瘍、扁平上皮内病変、または異形成と呼ばれている。

## 各疾患

### 神経芽細胞腫
神経芽細胞腫は乳児がんの組織型として最も頻度が高い。神経芽細胞腫があると尿中にアドレナリンに似たホルモンが分泌されることが多いため、健康な乳児の尿からこのホルモンを検出すれば、まだ非常に小さく、治る可能性のある腫瘍を見つけることができるのではないかと考えられた。
1984年、日本において全国で乳児に対する神経芽細胞腫のスクリーニングが始まった。国の政策として集団スクリーニングが行われたのは日本だけであり、その結果、神経芽細胞腫の発症率は急増し、手術と化学療法で迅速に治療が行われた。
2002年、カナダとアメリカで約50万人の乳児を対象に行った対照研究の結果が発表された。ケベック州の乳児が神経芽細胞腫のスクリーニングを受け、検査を受けない他の地域の乳児と比較したところ、検査を受けた乳児の発症率は2倍だったが、積極的な治療にもかかわらず、死亡率は同じだった。スクリーニングにより治療しなければ消えていた無害な神経芽細胞腫を見つけ、必要のない手術と化学療法を受けさせたことになる。
2003年6月、厚生労働省で行われた「神経芽細胞腫マススクリーニング検査のあり方に関する検討会」で、松田一郎（日本マススクリーニング学会理事長）は「スクリーニングの死亡率減少効果が間違っているというデータがない限り、現時点で直ちにマススクリーニング事業を中止するということには慎重にならざるを得ない」という意見書を提出した。山本圭子（日本小児がん学会神経芽腫委員会委員長）も「過剰診断は大きいが、ある意味での死亡率の低下があることは絶対に否定できないかもしれない。死亡率が統計的に低下しているかどうかは、学会としては分からないが、死亡を逃れた患者はいるというのが学会のコンセンサスである」と述べた。
2004年4月、厚生労働省が方針を見直し、神経芽細胞腫スクリーニングは中止された。事業中止後、大阪府と全国で、神経芽腫死亡率が増加しなかったことが確認されている。
2005年、カナダの経済学者は、カナダとアメリカが日本のように検診をしなかったことで、6億ドル近い費用と1万人近い乳児の不必要な治療を避けることができたと計算した。神経芽細胞腫スクリーニングに関する日本の経験は、スクリーニングプログラムが公共政策として採用される前に、潜在的な利益と害を厳格に評価することの重要性を強調している。スクリーニングの価値を評価する唯一の方法は臨床試験であり、スクリーニングを受けたグループと受けていないグループで、どちらがより健康であるかを比較することで確認できる。検診の体制は一度確立されると中止することは難しく、慎重な臨床試験がなければ、証明されていない検診が蔓延することになる。

### 甲状腺がん
甲状腺がんは高い頻度で発生し、感度の高い超音波で検査を行うと約200人に1人という高い割合で、微小な甲状腺がんが見つかる。微小な甲状腺がん（乳頭がん等）から悪性度の高い未分化がんに変化した例は報告されておらず、両者は別物であるとされている。
甲状腺がんは、罹患しても無症状のまま生涯発見されず、死後剖検で初めて発見される例が多い。特に若年者の甲状腺がんで亡くなることはめったにないため、無症状のうちに早期発見・早期治療を行うことで得られる利益よりも、不利益のほうが大きくなりやすい。そのため、世界的に集団検診は推奨されていない。米国予防医学専門委員会（USPSTF）は、無症状の成人に対する頸部触診や超音波を用いた甲状腺がんのスクリーニングは、メリットとデメリットが見合わないと判断し、推奨していない（USPSTFグレードD）。甲状腺がんの診断と治療は、その後の経過が良くても患者の生活の質（QOL）に悪影響を及ぼすことが示されている。

#### 韓国
1999年から、国民皆保険によるがん検診のオプションとして甲状腺のスクリーニング検査が行われ、がんが見つかり治療を受ける女性患者が15倍に急増した。そしてそのほとんどが手術で切除したにもかかわらず、放置していたときと比べて、甲状腺がんによる死亡数は変化しなかった。世界に先駆けて甲状腺がん検診を開始した韓国においては、2003 - 2007年の女性の甲状腺がん発症者の9割は過剰診断であったと推定された。
2014年、「New England Journal of Medicine誌」と「Lancet誌」に、甲状腺がん検診に否定的な論文が掲載され、韓国の大手テレビや新聞は、「甲状腺がんの過剰診断」の問題を報じる強力なキャンペーンを行った。受診者は2018年にはピーク時の約半分に減ったが、それでもまだ「全てのがんはつねに早期発見・早期治療が望ましい」と信じる人は少なくない。
行政主導でスクリーニング検査の体制がいったん作られると中止することは難しく、韓国では甲状腺学会の幹部を中心とした専門家たちや医療機関が、検査を中止することに強く反対している。

#### 福島県
2011年より2036年まで、事故当時18歳以下だった福島県の子どもたち約38万人を対象に、超音波による甲状腺スクリーニング（無症状の人を対象にした検査）が行われている。検査は、「県民健康調査」の一つとして、福島県から福島県立医科大学に委託された。「県民健康調査」の所管は環境省環境保健部であり、国からの交付金（782億円）を含めた1000億円の予算をかけた30年ほどの巨大事業である。
2020年までに疑いを含むがん患者241人が発見され、そのうち196人が甲状腺の切除手術を受けている。手術を受けると、傷跡が残り、合併症が発生することもあるという不利益があるが、がん死を減らすなどの利益は確認されていない。

##### 国際機関の見解
過剰診断は国際的な問題であり、複数の研究者や国際機関が「甲状腺のスクリーニングは推奨しない」との見解を発表している。
- 2017年、欧州共同体(EC)の研究グループであるSHAMISENプロジェクトは「原子力災害があっても、大規模な集団全体を対象とした甲状腺スクリーニングをすることは推奨しない」と提言した[79][80]。
- 2018年、世界保健機関(WHO)のがん専門部会である国際がん研究機関（IARC）は、「たとえ原発事故後でも、一人ひとりの甲状腺被ばく線量に関係なく、ある特定のエリアの全住民を対象とする甲状腺のスクリーニング検査は、害が利益を上回るため行わないよう」提言した[9][81]。また、スクリーニングの代わりにハイリスクの個人に対する長期的な甲状腺モニタリングプログラムを推奨している[9]。
- 2020年、国連の放射線専門部会である「原子放射線の影響に関する国連科学委員会（UNSCEAR）」は、「福島では高感度の超音波検査により生涯発症しないがんをみつけた可能性がある」との見解を示した[82][83]。「UNSCEAR2020報告書」では、福島県全体の成人では被曝線量は平均5.5ミリシーベルト以下であり、「IARCの提言[81]」のモニタリングに相当するリスクが高い人はいなかったとしている[83][84]。

```
国際がん研究機関（IARC）専門家グループの提言
提言1：原子力事故後に、特定地域の全住民を対象とした甲状腺
スクリーニング
検査は推奨しない
[
85
]
。
提言2：原子力事故後に、「リスクが高い個人（胎児期、小児期または思春期に100 - 500ミリシーベルト以上の甲状腺線量を被ばくした人）」に対しては長期の「甲状腺
モニタリング
プログラム」を検討すること
[
86
]
[
87
]
。
```

 「スクリーニング」：無症状の集団を対象に検査を行い、目標とする疾病の罹患者や発症が予測される患者をふるい分ける。
「モニタリング」：リスクの高い無症状の個人を対象に、長期の健康状態を観察する。対象者の募集を積極的に行なわず、検査を受けるかどうかや、検査方法を決める際に、個別に医療機関と話し合いを行う。

##### 検査の継続
海外からの提言を受けても、行政主導の大規模事業であり、方向転換した場合に生ずる責任問題を回避するためか、いまだに検査は計画通り続けられている。
2020年、専門家で作る県の甲状腺検査評価部会は2011 - 2015年度の1, 2巡目検査について、福島で甲状腺がんが増えているのは、放射線被曝が原因ではないと結論づけたが、何が原因であるかは説明しなかった。
2021年2月、福島県立医科大学が主催して甲状腺検査に関する国際シンポジウムが行われた。このシンポジウムの講演で、高名な甲状腺の専門家ジェリー・トーマス教授は、「IARCの提言」を紹介したが、スクリーニングに否定的な原文とは異なった「IARCは福島の甲状腺検査を推奨している」という説明をした。日本の専門家たちも、福島の甲状腺検査はスクリーニングではなくモニタリングに相当し、国際的に支持されているという趣旨の発言を行った。
2021年4月、『日本甲状腺学会雑誌Vol.12 No.1』に「甲状腺癌の過剰診断を考える」という特集が組まれた。この特集では福島で行われている甲状腺検査に関連した過剰診断に関する懸念が複数の論文で提示されていた。これに対し、日本甲状腺学会は同年6月に「この特集で書かれている見解は学会の一部の意見であること」「学会が福島の甲状腺検査を一貫して支援してきたこと」を強調した声明を出した。また、雑誌編集委員会に対して今後は雑誌に掲載する内容は甲状腺学会理事会の承認が必要とされるという通達がなされた。

### 乳がん
マンモグラフィー（乳房のX線撮影装置）による乳がん検診は、死亡率減少効果が複数の試験で確認されており、日本を含む多くの国で利益が過剰診断などの不利益を上回るとして採用されている。
アメリカでは、50 - 74歳の女性について、マンモグラフィー検査による死亡率減少というメリットが、偽陽性や過剰診断によるデメリットを上回ると判断され、2年ごとのマンモグラフィ検診が推奨されている（USPSTFグレードB）。50歳の女性1000人が、10年間マンモグラフィによる乳がん検診を受けた場合、200 - 500人が偽陽性になり、50 - 200人が診断のための追加検査（細胞診や組織診）を受け、そのうちの5 - 15人が乳がんと診断される。また、2 - 10人が過剰診断になる。一方で、マンモグラフィ検査によって乳がんによる死亡を回避出来るのは1人である。2009年の米国予防医学専門委員会（USPSTF）は、乳癌検診の評価は利益（死亡率減少効果）のみでなく、不利益（偽陽性、偽陰性、過剰診断、被曝、精神的影響等）も考慮する必要があり、検診の利益と不利益のバランスを考慮すべきと勧告した。また、MRIを用いた乳癌スクリーニングの利益と害を、マンモグラフィーと比較した研究が行われ、現状ではマンモグラフィーを上回る利益は示唆されず、MRI乳癌スクリーニングは推奨されないと報告された。
スウェーデンで行われたマンモグラフィのランダム化試験によると、検診で乳がんと診断された人のうち過剰診断は約29%であり、検診による早期発見・早期治療で乳がんによる死を免れた人は約3%であった。デンマークでも乳がん検診で35%の過剰診断が報告されている。英国では、1980年代から乳がんの検診と過剰診断について研究が開始された。2006年には、検診を受けた2000人のうち1人が寿命を伸ばすことができ、スクリーニングを受けなければ、乳がんと診断されなかった10人の健康な女性が不必要な治療を受けたと報告された。
日本では、40-74歳を対象に2年ごとのマンモグラフィ（乳房エックス線検査）が推奨されている。日本人女性が75歳までに乳がんで亡くなる確率は約1%であり、定期的な乳がん検診を受けない集団と受ける集団1000人とを比較した場合、受けない集団では10人が乳がんにより死亡し、受ける集団では死亡が7 - 8人に減少する。つまり、40歳以上の女性に対する定期的な乳がん検診は、乳がんによる死亡の確率を1%から0.7 - 0.8%に下げるメリットがある。これにより、偽陽性や過剰診断によるデメリットを上回るメリットがあるとされ、40歳以上の女性に対する2年ごとの乳がん検診が推奨されている。40歳未満は、死亡率の減少効果というメリットに比べてデメリットが多いため、マンモグラフィのスクリーニング検査は勧められていない。国立研究開発法人国立がん研究センター社会と健康研究センター濱島ちさと室長は、「がん検診による過剰診断を可能な限り減少させるためには、検診回数を最小限とすることが望ましい」「わが国においては、乳がん検診に限らず、過剰診断についての研究はほとんど進んでいない」と述べている。

### 前立腺がん
PSA（前立腺特異抗原）スクリーニング検査の導入後、前立腺がんの新規症例数の劇的な増加が観察された。イギリスでは、ランダム化比較試験がおこなわれ、前立腺癌はゆっくり進行するがんであるため、早期前立腺がんの侵襲的治療は必ずしも必要ないとしている。
米国予防医学専門委員会（USPSTF）は、前立腺がんのPSA検査（採血のみでできるスクリーニング検査）についてのファクトシート（科学的知見に基づく概要書）を公開し、情報提供をしている。このシートによると、55 - 69歳の1000人の男性が10 - 15年間定期的にPSA検査を受けると、240人がスクリーニング検査で陽性となり、そのうち140人は偽陽性で、100人が前立腺がんと診断される。前立腺がんと診断されたうち80人が手術か放射線による治療を受け、50人が性機能障害、15人が尿失禁の治療後合併症の害を生じる。5人は治療に関係なく前立腺がんによって死亡し、PSAのスクリーニング検査により前立腺がんによる死亡を回避できる人は1人である。米国予防専門委員会（USPSTF）は、これらのメリットとデメリットを医師から十分に与えられた上で、個人の判断で受けるか否かを決めるべきとしている（USPSTFグレードC）。また、70歳以上のPSAスクリーニング検査は勧めていない（USPSTFグレードD）。
欧州前立腺癌スクリーニング無作為化試験（ERSPC）では、PSAスクリーニング検査を受けた男性の長期経過観察で、前立腺癌死亡率が 29%低下したことが報告された。しかしこの利益が、過剰診断と治療に起因するQOLへの悪影響によってどの程度相殺されるのかは明らかになっていない。
日本では、対策型検診としては推奨しないが、任意型検診として行う場合には、受診者に対して、効果が不明であることと、過剰診断などの不利益について適切に説明する必要があるとしている。

### 肺がん
肺がんのスクリーニングとしての胸部X線と喀痰細胞診はランダム化比較試験でその有用性が否定されており、アメリカや欧州諸国では推奨されていない。そのかわり、特定の年齢のリスクのある人に低線量肺CT検査を行うことが推奨されている。2013年のコクランレビューでは、胸部X線検査をおこなっても、肺がんによる死亡は減らなかったと結論づけている。またハイリスク者の低線量CT検査は、胸部X線と比較して有意に肺がん死亡率が減少したとする。2020年に発表された胸部X線および喀痰細胞診によるスクリーニングのランダム化比較試験では、従来のX線スクリーニングで検出された肺がんの20-40%は過剰診断であったとする。
日本では、国内の観察研究により肺がん死を減らす効果が示されたため、胸部X線検査による肺がん検診が推奨されている。日本肺癌学会は集団検診として以下のことを推奨している。a. 非高危険群に対する胸部 X 線検査、及び高危険群に対する胸部 X 線検査と喀痰細胞診併用法を用いた肺がん検診は、死亡率減少効果を示す相応の証拠があるので、行うよう勧められる。ただし、二重読影、比較読影などを含む標準的な方法が行われている場合に限定される（グレードB）。b. 低線量CTを用いた肺がん検診は、死亡率減少効果を示す証拠が不十分であるので、行うよう勧めるだけの根拠が明確でない（グレードC） 。この低線量CTの推奨グレードは、2005年までの研究を根拠に判断された。日本の肺がん検診には、「胸部X線検査をすべての40歳以上の人に毎年実施している」「ハイリスクの50歳以上の人に喀痰細胞診を毎年実施している」「肺がん検診を終了する年齢を設定していない」という過剰医療の問題と、「高リスクの人に低線量CTを実施していない」「共同意思決定してから検診する流れになっていない」という過少医療の問題が指摘されている。2025年には、日本でも国立がん研究センターによる提言で、重喫煙者に対する低線量CT検査が推奨されるようになった。

## 過剰診断防止関する世界学会
Preventing overdiagnosis conferenceの第1回会議は、2013年にダートマス大学で開催された。この会議からの論文は、BMJの "Too Much Medicine" Overdiagnosisシリーズに掲載された。Lexis-Nexisによれば、2006年には過剰診断に関するニュースは約200件だったが、2016年には1,200件近くになっている。
学会では過剰診断の存在やその弊害、社会への影響についての認識を深め、過剰診断を減らす方法過剰診断による資源の浪費を減らすことなどについて学ぶ。2023年はデンマークのコペンハーゲンで開かれた。

## 報道など
- がん検診による「過剰診断」とは何か 公衆衛生医から見た福島の甲状腺検査の問題点 大島明 論座 2017年10月16日[19]
- ｢がん検診｣現役医師が教えるデメリットの数々｢不十分なエビデンス｣に基づいた検診の弊害 名取 宏 東洋経済ONLINE 2019年9月28日[125]
- 増加ではなく「過剰診断」 中川恵一 日本経済新聞夕刊 2019年11月6日[126]
- 尿一滴で有無がわかる NHKニュース おはよう日本 2020年1月27日 中山富雄国立がん研究センター部長「がんはあるけれど、全身のどこのがんなのかわからない、といわれてしまうと、全ての検査が終わるまで安心できないことになります。すべての検査をクリアするのは肉体的にも精神的にも、経済的にも大変なことです。検査のけっかによって自分の人生がどう変わるのか、どこに注意すべきなのか、その点に配慮して受けていただければと思います」
- 甲状腺検査専門家組織 過剰診断問題改善へ 県立医大元教授 「学校で実施やめるべき」 読売新聞 2020年6月23日[89]
- 災後の福島で 第4部 読売新聞オンライン 服部牧夫 甲状腺検査(上)(中)(下)2020年8月26-28日[90][91][127]